# پابلو پریونی
پابلو پریونی (انگلیسی: Pablo Prigioni؛ زادهٔ ۱۷ مهٔ ۱۹۷۷) یک بازیکن بسکتبال اهل اسپانیا است. 
از باشگاه‌هایی که در آن بازی کرده‌است می‌توان به نیویورک نیکس اشاره کرد.